# Norak
Norak (Норак in tagico, Нурек, Nurek in russo) è una città di 20.000 abitanti della regione di Chatlon, in Tagikistan.

## Geografia fisica
La città, fondata nel 1960 nei pressi della diga Nurek Dam, si trova a 51 km a sud-est della capitale Dušanbe, a una altitudine di 885 metri s.l.m.
La città ha anche una base militare che ospita il personale di Okno, una struttura per l'osservazione spaziale russa.

## Società

### Evoluzione demografica
Secondo i censimenti ufficiali, la popolazione era di 13.165 abitanti nel 1970 19.126 nel 1979. 1989, il numero era salito a 20.752, nel 2000 era 19.256 e nel 2010 era 24.831. La popolazione è stimata a 27.200 nel 2014. 
| 1970  | 1979  | 1989  | 2000  | 2010  | 2014  | 2020  |
| ----- | ----- | ----- | ----- | ----- | ----- | ----- |
| 13165 | 19126 | 20752 | 19256 | 24831 | 27200 | 30900 |